# Siganus luridus
Siganus luridus (лат.) — вид лучепёрых рыб из семейства сигановых (Siganidae). Распространены в западной части Индийского океана от Мадагаскара до Красного моря и Персидского залива, через Суэцкий канал проникли в Средиземное море. Обитают на глубинах 2—18 м. Живёт большими стаями на мелководье над песком и водорослями. Максимальная длина тела 30 см. Тело у рыбы овальное, вытянутое. Имеет ядовитые шипы на плавниках. Укол колючками этой рыбы болезнен, ввиду чего они представляют опасность для неосторожных купальщиков, хотя их яд не смертелен для человека.